# Holomelina pomponia
Holomelina pomponia là một loài bướm đêm thuộc phân họ Arctiinae, họ Erebidae.